# Амирдовлат Амасиаци
Амирдовла́т Амасиаци́ (арм. Ամիրդովլաթ Ամասիացի) — армянский учёный, естествоиспытатель и врач XV века. Личный врач султана Мехмеда Завоевателя и главный хирург-окулист при османском дворе. Автор многочисленных обширных трудов по медицине.

## Биография
Родился в городе Амасья в семье армянина Егии в 20-х годах XV века. Начальное образование получил в родном городе. В раннем возрасте, с целью обучения, много путешествовал по Армении и Ирану, затем по Балканам. В конце 50-х годов перебрался в Константинополь, где завершил своё образование под руководством опытных врачей. Достигнув большой популярности как искусный целитель, знаток астрономии и философии, попал в число приближённых султана Мехмеда, который также вырос в Амасье. Султан сделал его своим главным хирургом-окулистом — «чарах-паши раматанин». Столь быстрое возвышение врача-христианина при османском дворе вызвало интриги, следствием чего стали изгнание Амирдовлата из Константинополя и его десятилетнее скитание по странам Балканского полуострова. Новые путешествия расширили знания Амирдовлата о лекарственных растениях тех стран, где он был. За эти годы он собрал и изучил целебные травы Балкан, Малой Азии, Армении и Ирана.
В 1466—67 гг. на Балканах и в самом Константинополе разразилась эпидемия чумы, от которой из столицы сбежал и Мехмед II (сначала в Видин, потом в Никопол). Амирдовлат оказывал врачебную помощь больным в очаге эпидемии, позже описав эти события в своём труде «Польза медицины». В 1471 году Мехмед II, возможно из-за страха, пережитого во время эпидемии, вновь призывает Амирдовлата к себе. Тот ещё более укрепляется в доверии у султана и восстанавливает своё былое положение в османском дворе. В 1483 году, после смерти султана Мехмеда († 1481), возвращается в Амасью, где местным правителем был внук погибшего султана Ахмед, сын Баязида, который оказал ему радушный приём. К 1490 году, престарелый и больной Амирдовлат едет для лечения в Бруссу, славившийся своими минеральными водами. Там и умирает 8 декабря 1496 года, увенчанный славой и окружённый целым сонмом учеников.
Был большим патриотом и книголюбом, часто заказывал писцам переписывать, для себя или своего сына Амирэтила, известные армянские книги педагогического или исторического содержания, сам нередко переписывал свои труды или переводил на армянский иноязычные книги. Пользуясь своим влиянием, помогал сохранять армянские культурные ценности, в первую очередь, рукописи. В одной памятной записи армянского Псалтыря 1480 года писец сообщает: «Когда великий повелитель султан Мухамат отправился походом на Узун-Гасана и разбил его и обратил в бегство, а [последний], спасаясь, убежал в Тавриз, то на обратном пути он (султан) вступил в область Хахтеац, разорил город Баберд и взял в плен и привёз в Стамбул прекрасный и отменный Псалтырь. Увидел его Амирдовлат и вызволил ту святую книгу из неволи. Это случилось в 922 году (1473)». Один из писцов, которому Амирдовлат заказал рукопись, сообщает, что «книга сия переписана по воле и с согласия врача Амирдовлата, который по своей библиофилии является в наше время вторым Птолемеем», другой писец называет его «врачом, который прославил своё имя делами, ибо не знает покоя ни днём, ни ночью, достигнув того, что недостижимо». Из рукописей, заказанных Амирдовлатом, известны философские сочинения Григора Татеваци и Иоанна Воротнеци, исторические труды Михаила Сирийца и Самуела Анеци, поучительное сочинение «О душе и нравственной силе», а также библейские тексты. Сохранились и его авторские переводы (1468 г.) трудов Галена и Гиппократа.

## Научная деятельность
За четверть века беспрерывной работы Амирдовлатом была написана целая библиотека научных трудов (все на армянском языке), в которых представлены практически все важнейшие отрасли средневековой медицины (эмбриология, анатомия, физиология, клиническая медицина, фармакология, хирургия и терапия). Помимо армянского, свободно владел 5 языками — турецким, греческим, арабским, персидским и латинским, в результате чего был знаком как с европейскими, так и с ближневосточными медицинскими источниками. Свои труды создавал не только для специалистов, но и для учащихся. Исходя из этого, излагал работы не на литературном древнеармянском языке, а, следуя традиции, идущей от Мхитара Гераци, на разговорном языке своего времени, «дабы быть понятым всеми». Будучи рассчитаны на учащуюся аудиторию, его сочинения носят дидактический характер. Нередко оснащал свои труды небольшими поэмами, четверостишиями и афоризмами, пытаясь в образной форме передать читателю свои мысли. От своих многочисленных учеников требовал не только любовь к знаниям и научным исследованиям, но и, подобно Гиппократу, нравственного усовершенствования и духовного развития, а также любовь к чистоте и гигиене. 

При апробации лекарственных средств и медицинских экспериментах настаивал на соблюдении «семи условий»
1. Испытанное лекарство применяют в чистом виде, без посторонних примесей, и оно воздействует своей природой.
2. Когда испытывают одно лекарство, надо давать его человеку с уравновешенной натурой, так, чтобы видно было его действие на природу, а именно: как увеличиваются или уменьшаются её свойства — теплота или холод, влажность или сухость.
3. Одно лекарство следует испытывать при одной болезни, а не при двух и более заболеваниях. Ибо оно полезно при одной болезни, а на другую не действует и тогда человек не может понять, куда же делось полезное действие.
4. Когда одно лекарство оказывается полезным при нескольких болезнях, то следует проверить, является ли это действие чем-то, присущим только ему, или же оно зависит от других посторонних обстоятельств.
5. Сила лекарства должна соответствовать силе болезни.
6. Учитывать время года, ибо имеется такое время, когда лекарство действует и такое, когда оно оказывает слабое воздействие или не действует.
7. При введении лекарств действие должно быть постоянным, и если оно то действует то не оказывает действия значит это зависит не от лекарства, а от посторонних причин указанных свыше.

Хотя он сам занимался в основном хирургией, особенно офтальмологией, но в целом предпочтение отдавал традиционным методам лечения. Важную роль уделял семейным врачам, в обязанностях которых видел не только лечение больного, но и уход за всей семьёй, слежение за их образом жизни и семейной обстановкой. Согласно ему, семейные врачи должны были иметь значительные права, одновременно сохраняя конфиденциальность. Сравнивал семейных врачей со священниками, указывая, что, «как грехи рассказываются священнику при исповедании, так и врачам нужно рассказать всё о болезни, не утаивая ничего». Такой подход был достаточно либеральным для средневекового восточного общества, где посторонний мужчина не мог иметь тесные связи с семьёй.

Интересовался также астрономией и философией. Касаясь вопроса вечности жизни, объяснял такую возможность исходя из философских соображений античных мыслителей о земле, воздухе, воде и огне. В 1474 году написал астрономический труд «Народная книга». Эта работа подтвердила репутацию Амирдовлата как астронома в том смысле, в каком его понимали в средневековой науке, где понятия астрономии и астрологии нередко переплетались. Сохранилась и его личная астролябия, с армянскими надписями, согласно которым инструмент был создан в «928 году армянской эры» (1479 г.). Прибор был куплен на аукционе катарским принцем в 1997 году за более чем $200.000.

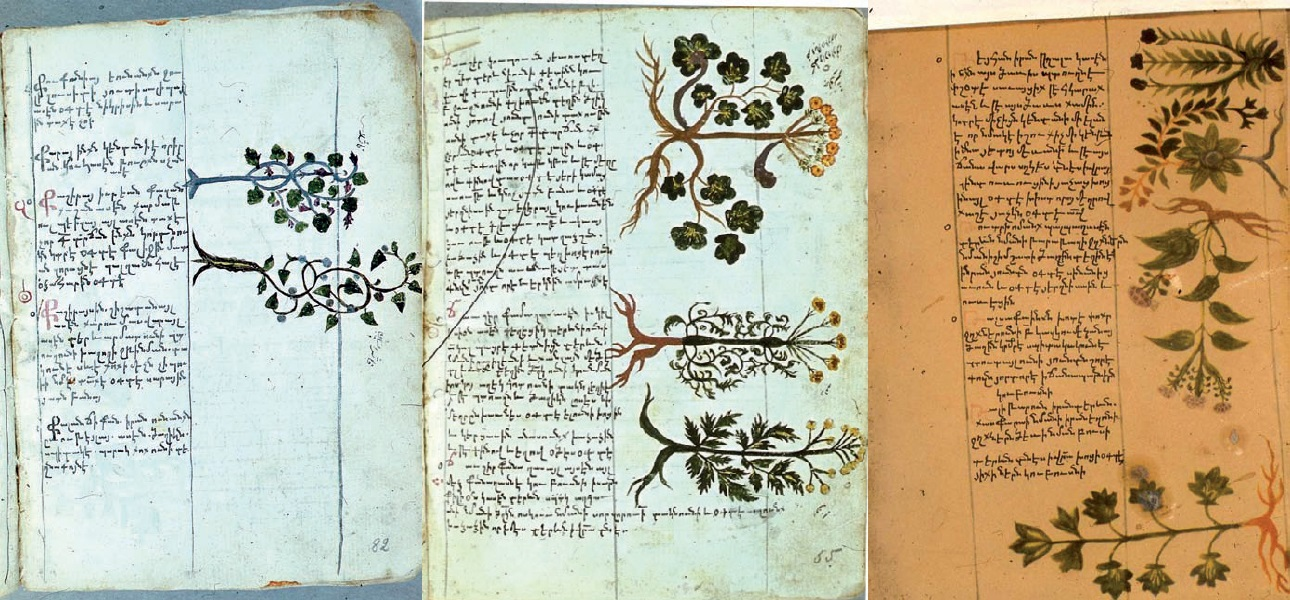
Страницы из «Иллюстрированного словаря простых лекарственных веществ»

Свои труды сочинял используя медицинские источники, изложенные в основном на восточных языках, сопоставляя эти источники и свои наблюдения. Одновременно был хорошо знаком с армянской научной литературой и являлся продолжателем армянской народной медицинской школы. По собственному признанию, он развивал дело, которым «занимались наши первые врач — Великий Мхитар, лекарь Аарон, сын его Стефанос и их род, лекарь Чошлин, лекарь Саркис, лекарь Делин, лекарь Симавон, лекарь Вахрам, которые много книг написали о воздействии и полезности лекарств».

Труды Амирдовлата оказали большое влияние на развитие армянской и мировой медицинской науки. В результате своей деятельности он создал школу армянских врачей-фитиотерапевтов, просуществовавшая несколько веков, следы влияния которой ощущаются особенно в трудах представителей себастийской школы (Овасап, Асар, Буниат, итд). Помимо создания оригинальных сочинений, последователи Амирдовлата уделяли большое внимание редактированию и комментированию его книг. Под сильным влиянием труда «Ненужное для неучей» созданы многие армянские медицинские словари XVII—XVIII веков: «Словарь составленный старыми и новыми учителями медицины», «О свойствах лекарств и их всевозможных названиях», «Иллюстрированный словарь простых лекарственных веществ», и т. д.

Из-за обширного материала и присутствия в них ботанических и медицинских терминов на разных языках, труды Амирдовлата нередко используются в лингвистических целях, а также для изучения армянской и ближневосточной кухни средневековья.

## Труды

### «Учение медицины»

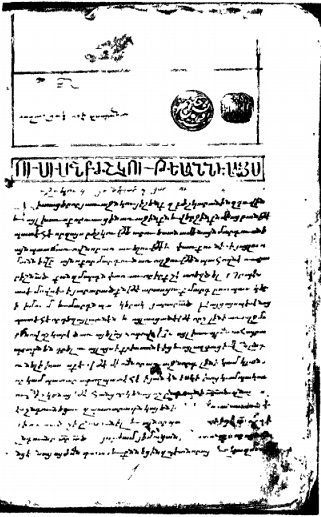
Титульный лист авторский рукописи «Учение медицины»

- Оригинальное название: «Ուսումն բժշկութեան» (Усумн бжшкут’еан)
- Дата: 1459 год
- Место: Константинополь

Первый труд Амирдовлата. Написан по просьбе некоего «Варда, сына Шадибека». Исследуются вопросы анатомии, патологии, фармакологии и гигиены. Заметно стремление автора пересмотреть опыт армянской народной медицины в области фармакологии. Отличается обстоятельными описаниями строений органов чувств, мозга, костно-суставной и мышечной систем. В разделе по анатомии глаза чувствуется сильное влияние труда «О строении и сотворении глаз» Мхитара Гераци. В предисловии автор подчёркивает четыре основных принципа лечения больных — 1. сначала надо установить причину болезни, 2. нужно определить симптомы заболевания и корень боли, 3. лечение должно основываться на результатах первых двух пунктов, 4. нужно, чтобы больной во всём слушался врача.

В дальнейшем «Учение медицины» подвергся значительной переработке и вошло в состав труда «Польза медицины». Сохранилась авторская рукопись. Согласно колофону в конце этой рукописи, труд был закончен 3 ноября 1459 г..

### «Ахрабадин»

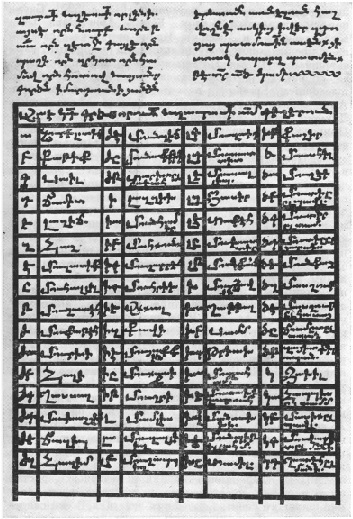
Классификация лекарственных свойств по Амирдовлату

- Оригинальное название: «Ախրապատին» (Ахрапатин)
- Дата: 1459 год
- Место: Константинополь

Обширное сочинение по лекарствоведению. Написан вместе с «Учением медицины». Сильно отличается от типичных восточных ахрабадинов, в которых описывались лишь сложные лекарственные средства. Традиционно считается, что основан на фармацевтическом труде Маймонида и упоминаемые Маймонидом около 2600 лекарственных средств Амирдовлат расширил до 3700, однако Жан-Пьер Маэ отвергает такое предположение, считая его результатом неверной интерпретации слов Амирдовлата. Ощущается влияние «Лечебника Гагика-Хетума». Состоит из двух частей — фармацевтика и фармакология, в общей сложности 25 глав. В первой части приведены рецепты лекарств, их составы, методы хранения, во второй части описаны их влияние на организм, указания к использованию. Смеси разделены на две категории — простые и сложные. В 23-й главе излагается учение о простых лекарствах. Эта глава, известная также как «Таблицеобразный словарь», представляет собой 70 таблиц, которые разделены на правую и левую части. Левая часть состоит из 5 граф:
1. название лекарства на пяти языках (армянском, греческом, франкском, арабском и персидском)
2. описание внешнего вида лекарства
3. лучший лекарственный вид
4. природа лекарства
5. доза.

В правой части только одна графа — свойства лекарства, со ссылками на какой-нибудь авторитетный классический источник (Диоскорид, Гален, Ибн Мискавейх, Ибн Сина, Ибн аль-Байтар, итд). Каждая таблица содержит описание пяти лекарственных веществ, в общей сложности — 350 лекарств.

### «О признаках болезни»
- Оригинальное название: «Վասն նշանաց հիւանդին, զկենաց և զմահուն» (Васн ншанац hивандин, зкенац ев змаhун)
- Дата: между 1466 и 1469
- Место: Филиппополь[1]

Полное название — «О признаках болезни, [предсказывающих] выздоровление или смерть». Пособие для врачей о симптомах смертельных болезней. Содержит некоторые указания хирургических операций. В колофоне книги автор называет себя «чарах-паши» (главный хирург) и «постанчи-паши» (начальник телохранителей).

### «Алфавитный словарь лекарств»
- Оригинальное название: «Բառք այբուբենական ի վերայ ցավոցն» (Барк' айбубенакан и верай цавоцн)
- Дата: 1468 год
- Место: Филиппополь

Небольшой медицинский словарь (26 рукописных страниц), где приведён список фармакологических терминов по алфавитному порядку.

### «Польза медицины»

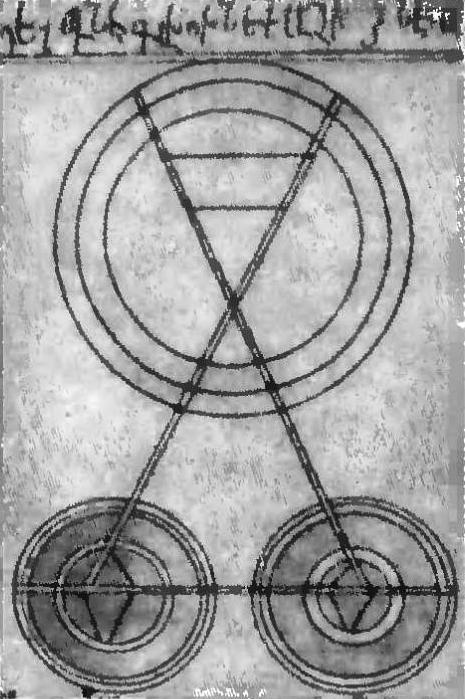
Иллюстрация зрительных нервов из рукописи «Польза медицины»

- Оригинальное название: «Օգուտ բժշկութեան» (Огут бжшкут’еан)
- Дата: 1466—1469 года
- Место: Филиппополь

Является расширенной переработкой «Учения медицины», добавлены обширные разделы по патологии, клиники и терапии. Основное внимание уделено вопросам этиопатогенеза, клиники и лечения инфекционных и аллергических заболеваний. Состоит из двух частей — антропология и патология, в целом 224 глав. Описаны в общей сложности 209 вида болезней, которые разделены на два клинических подвида — острый и хронический. В основном автор продолжает традиции киликийской медицинской школы, в классификациях лихорадок следует Мхитару Гераци. Значительный вклад внесён в фитотерапию инфекционно-аллергических болезней. Здесь Амирдовлат называет пять условий, которые должен учесть истинный врач — 1. городской воздух, 2. погода, 3. характер больного, 4. природа заболевания, 5. сила действия лекарства.

### «Народная книга»
- Оригинальное название: «Գիրք ռամկական» (Гирк' рамкакан)
- Дата: 1478 год
- Место: Константинополь

Представляет собой список астрономических наблюдений и астрологических предсказаний. Есть предположение, что является переводом с несохранившегося арабского труда, однакое непонятно почему понадобилось переводить сочинение такого содержания.

### «Ахрабадин»
- Оригинальное название: «Ախրապատին» (Ахрапатин)
- Дата: 1481 год
- Место: Константинополь

Вторая (после «Ненужного для неучей») по объёму книга Амирдовлата. Содержит первый «Ахрабадин», но значительно отличается от него по структуре. Имеет форму фармакологического словаря. Даны указания для собирателей лекарственных растений и продавцов ароматических веществ о том, в какое время года производить сборы растений, их листьев, цветов, корней и других частей, в каком помещении и в каких сосудах следует хранить от порчи. Описаны разнообразные средства для наружного и внутреннего применения, очищения воздуха, хранения продуктов, и т. п. Особое внимание уделено сильнодействующим лекарствам, указаны максимальные суточные дозы для них. Приводится классификация веществ, указывается сущность их действия на организм человека, описываются их вкус, запах, цвет, излагаются способы их приготовления и рекомендации для хранения.

### «Ненужное для неучей»

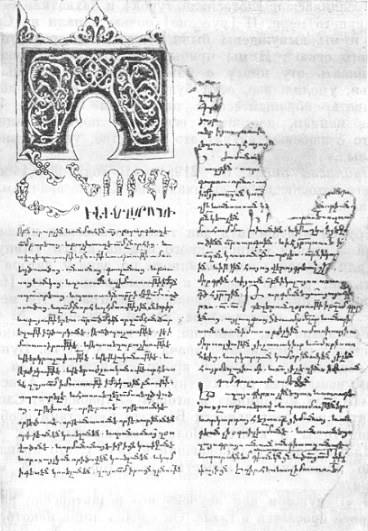
Титульный лист книги «Ненужное для неучей» (рукопись 1626 года)

- Оригинальное название: «Անգիտաց անպետ» (Ангитац анпет)
- Дата: 1478—1482 года
- Место: Константинополь

Самый известный труд Амирдовлата, написан в течение четырёх лет. Иногда называется «Словарь лекарственных веществ». Представляет собой фармакогнозический словарь. В книге обобщены многолетние исследования автора в области медицины, лекарственной ботаники, зоологии, минералогии и географии, имеются в общей сложности ссылки на 50 источников — для того времени довольно внушительная цифра. Содержит обширную информацию о лекарственных средствах растительного, животного и неорганического происхождения, их физико-химических и фармакологических свойствах, лечебном спектре действия, географическом ареале растений и животных, местонахождении минералов, их названиях на шести языках (армянский, греческий, латинский, арабский, персидский, турецкий). В целом упоминаются 3754 армянских названий растений. Опытным путём установлены противоопухолевые свойства горичника, синеголовника, барвинка, гелиотропа, безвременника и некоторых других растений, которые, по современным данным, содержат производные кумарина и фурокумарина, алколиды колхицин и винбластин, обладающие противоопухолевыми свойствами.
Автограф до нас не дошел, но сохранилась ранняя рукопись 1490 года, переписанная на пергаменте по заказу самого Амирдовлата.

### Рукописи
Труды Амирдовлата сохранились в десятках рукописей, хранящихся в Матенадаране, Библиотеке Британского музея, библиотеке Венских Мхитаристов, Парижской национальной библиотеке, и др., важнейшими из которых являются
- рукопись № 8871 Матенадарана. Количество листов — 186. Оригинал книг «Учение медицины» и «Ахрабадин». Константинополь, 1459 г.
- рукопись № 3712 Библиотеки Британского музея. Количество листов — 281. Самая ранняя сохранившаяся рукопись книги «Ненужное для неучей». Написана неизвестным писцом по заказу Амирдовлата. Себастия, 1490 г.
- рукопись № 247 Парижской национальной библиотеки. Единственная сохранившаяся рукопись труда «О признаках болезни, [предсказывающих] выздоровление или смерть».
- рукопись № 414 Матенадарана. Количество листов — 428. Написан по заказу известного врача Буниата Себастаци. Содержит «Ненужное для неучей» (л. 2а—219а), «Польза медицины» (л. 220а—362б) и второй «Ахрабадин» (л. 363а—426а). Марзван, 1626 г.

### Издания сочинений
- «Անգիտաց Անպետ կամ բառարան բժշկական նիւթոց» («Ненужное для неучей или словарь лекарственных веществ») — ред. К. Басмаджяна; изд. Мхитаристов, Вена, 1926 — С. 766 (оригинальный текст на среднеарм.)
- «Օգուտ բժշկութեան» («Польза медицины») — ред. С. Малхасянца; изд. Армфан, Ереван, 1940 — С. 578 (оригинальный текст на среднеарм.)
- «Ненужное для неучей» — пер. и коммент. С. А. Варданян; изд. Наука, Москва, 1990 — С. 880 — ISBN 5-02-004032-0 (перевод на рус.)
- «Անգիտաց Անպետ» («Ненужное для неучей») — изд. Лусабац, Ереван, 2005 — С. 122 — ISBN 9994137336 (на современном арм. )
- «Ненужно за невежи» («Ненужное для неучей») — изд. Изток-Запад, София, 2011 — С 136 — ISBN 9789543218028. (перевод на болг.)

## Цитаты
- «Да благословит Господь того, кто не привык к употреблению опиума».
- «Страх, гнев и скорбь являются причинами смертельных болезней».
- «Все, порождённое в мире Творцом-богом, делится на три рода веществ: либо пища, либо лекарство, которое может быть полезно для тела, либо яд, который причиняет ему вред, меняет природу человеческого тела и убивает его».

### Комментарии
1. ↑  Точная дата рождения неизвестна, обычно считается между 1420 и 1425 гг., однако некоторые исследователи датируют рождение Амирдовлата между 1414 и 1419 гг (Малхасянц, 1940) или концом 20-х началом 30-х гг (Варданян, 1987)
2. ↑  о знании этих языков сообщает сам Амирдовлат в колофоне своего труда «Ненужное для неучей», добавляя, что пользовался медицинскими источниками на всех этих языках
3. ↑  ахрабадин (от греч. γραφιδιον, графидион—книжка) означает фармакология на арабском . Стандартное название медицинских трудов средневекового Ближнего Востока, где изучались сложные лекарственные средства. Противопоставляется «муфратадину» (фармацевтика), как назывались труды посвященные более простым лекарственным средствам.

## Основная литература
- Варданян С. А. Амирдовлат Амасиаци — армянский естествоиспытатель и врач XV в. / Отв. ред. чл.-корр. АН АрмССР С. С. Аревшатян; Рец.: Г. В. Абгарян, О. А. Александровская; Академия наук СССР. — М.: Наука, 1987. — 160 с. — (Научно-биографическая литература). — 19 000 экз. (обл.), также

Amirdovlat Amasiatsi: a fifteenth-century Armenian natural historian and physician. — Delmar, NY: Caravan Books, 1999. — 167 с. — ISBN 088206097X.
- A. J. Hacikyan, G. Basmajian, E. S. Franchuk, N. Ouzounian. Amirdovlat Amasiatsi // The Heritage of Armenian Literature: From the sixth to the eighteenth century. — Detroit: Wayne State University Press, 2002. — С. 702—705. — 1108 с. — ISBN 0814330231.